# 勝俣孝雄
勝俣 孝雄（かつまた たかお、1930年2月10日 - 2019年3月11日）は日本の経営者。新日本製鐵（現：新日鐵住金）副社長、九州石油（現：ENEOS）社長・会長を務めた。

## 来歴
東京府東京市出身。1953年に東京大学法学部卒業、八幡製鐵（後の新日本製鐵）入社。秘書生活を21年勤め社内では名物秘書長として知られた。

### 新日鉄社長ポスト争いでの不運
「ゴードファーザー」こと永野重雄、稲山嘉寛の二人が1983年に引退宣言。これにより1952年 - 1954年入社組の今井敬（旧富士出身）、佐々木喜朗（旧富士。大学の同期）、永野辰雄（永野重雄の長男）、勝俣の四人がほぼ同時期に取締役に昇進、激しい出世争いとなった。財界人脈が豊富な勝俣が次期社長候補No.1と期待されていた。
新日本製鐵は旧富士出身社長→旧八幡出身社長→旧富士出身社長という風に伝統的な「たすきがけ人事」が行われている。1993年、旧八幡出身の斎藤裕社長の後任として伝統破り（勝俣も旧八幡出身）が期待されたが、旧富士出身の今井敬が社長に昇格。伝統は固く、勝俣は2年後に関連企業である九州石油の社長に就任した。九州石油社長ポストは新日鉄社長に就任する実力がありながら「たすき掛け」のルール上就任できなかった旧八幡出身副社長のいわゆる「天下り」ポストである（たすきがけ人事及び天下りポストの伝統は2008年に崩壊）。
その後1998年、自身の部下だった千速晃が新日鉄社長に昇格した。

### 死去
2019年3月11日、急性腎不全のため、よみうりランド慶友病院にて、死去。89歳没。

## 人物
- 代ゼミの共同創設者である勝俣久作の長男。東京電力会長の勝俣恒久、丸紅会長の勝俣宣夫の二人は実弟で孝雄・恒久・宣夫の三人は「産業界の勝俣三兄弟」と呼ばれた。
- しかし実力がありながらも伝統という壁に阻まれ、三兄弟の中で唯一本社社長に昇格できなかった。就任していれば史上初の三兄弟上場企業社長が誕生していた（樫尾四兄弟は例外）。
- 似たような例として月島機械元社長の黒板行二（旧姓：西室）、東芝元社長の西室泰三兄弟の長兄・西室陽一は東京ガスの専務を務めたが社長ポスト争いに敗れ、関連企業の東京ガスエネルギー社長を最後に退職。